# Eusebio Cáceres
Pour les articles homonymes, voir Cáceres.
Eusebio Cáceres, né le 10 septembre 1991 à Onil, est un athlète espagnol, spécialiste du saut en longueur et des épreuves combinées.

## Biographie
Son club est le Centre Esp. Colivenc. Il a un record personnel sur 100 m de 10 s 54, réalisé à Novi Sad en 2009.
Il détient le record national junior en salle avec un saut à 8,02 m à Valence le 13 février 2010 et 8,00 m en plein air pour gagner à Leiria le 20 juin 2009, lors des Championnats d'Europe d'athlétisme par équipes 2009.
Après avoir remporté la médaille de bronze lors des Championnats du monde juniors 2008, deux ans après, il devient vice-champion du monde junior à Moncton, en sautant 7,90 m. Il porte son record à 8,27 m, en égalant la meilleure marque européenne de l'année, lors des qualifications des Championnats d'Europe. Lors de la finale, il termine 8e avec 7,93 m.
Le 29 septembre 2010, il est désigné seconde « révélation de l'année » 2010 par l'Association européenne d'athlétisme (EAA) derrière Teddy Tamgho, grand espoir européen du triple saut.
En portant le record des championnats à 8,37 m, également record personnel, il remporte la médaille d'or lors des Championnats d'Europe espoirs 2013 à Tampere. Lors des championnats du monde à Moscou il échoue à la 4e place, avec un saut de 8,26 m à 3 centimètres du 2e.
Depuis 2014, Cáceres n'a connu que des saisons ponctuées de blessures. Il revient en force le 18 février 2017 où il remporte un titre de Champion d'Espagne avec 7,98 m puis réalise le 7 juillet, à Sierra Nevada un saut à 8,31 m, son meilleur depuis 2013. Il conserve son titre l'année suivante, le 17 février 2018, avec 7,97 m.

## Palmarès
| Date | Compétition                       | Lieu             | Résultat | Épreuve   | Marque  |
| ---- | --------------------------------- | ---------------- | -------- | --------- | ------- |
| 2008 | Championnats du monde juniors     | Bydgoszcz        | 3e       | Longueur  | 7,59 m  |
| 2009 | Championnats d'Europe par équipes | Leiria           | 1er      | Longueur  | 8,00 m  |
| 2010 | Championnats du monde juniors     | Moncton          | 2e       | Longueur  | 7,90 m  |
| 2010 | Championnats d'Europe             | Barcelone        | 8e       | Longueur  | 7,93 m  |
| 2011 | Championnats d'Europe par équipes | Stockholm        | 8e       | 4 × 100 m | 39 s 85 |
| 2012 | Championnats d'Europe             | Helsinki         | 5e       | Longueur  | 8,06 m  |
| 2013 | Championnats d'Europe espoirs     | Tampere          | 1er      | Longueur  | 8,37 m  |
| 2013 | Championnats d'Europe espoirs     | Tampere          | 3e       | 4 × 100 m | 38 s 87 |
| 2013 | Championnats du monde             | Moscou           | 4e       | Longueur  | 8,26 m  |
| 2013 | Ligue de diamant                  | Ligue de diamant | 6e       | Longueur  | détails |
| 2014 | Championnats d'Europe par équipes | Brunswick        | 3e       | Longueur  | 7,97 m  |
| 2014 | Championnats d'Europe             | Zurich           | 4e       | Longueur  | 8,11 m  |
| 2017 | Championnats d'Europe par équipes | Lille            | 2e       | Longueur  | 7,96 m  |
| 2018 | Championnats du monde en salle    | Birmingham       | 8e       | Longueur  | 7,91 m  |
| 2019 | Championnats d'Europe en salle    | Glasgow          | 4e       | Longueur  | 7,98 m  |
| 2019 | Championnats d'Europe par équipes | Bydgoszcz        | 2e       | Longueur  | 8,02 m  |
| 2019 | Championnats du monde             | Doha             | 7e       | Longueur  | 8,01 m  |
| 2021 | Jeux olympiques                   | Tokyo            | 4e       | Longueur  | 8,18 m  |
| 2022 | Championnats ibéro-américains     | La Nucia         | 1er      | Longueur  | 8,05 m  |
| 2022 | Championnats du monde             | Eugene           | 8e       | Longueur  | 7,93 m  |
| 2022 | Championnats d'Europe             | Munich           | 4e       | Longueur  | 7,98 m  |

## Records
| Épreuve          | Épreuve   | Marque | Lieu      | Date            |
| ---------------- | --------- | ------ | --------- | --------------- |
| Saut en longueur | Plein air | 8,37 m | Tampere   | 12 juillet 2013 |
| Saut en longueur | En salle  | 8,16 m | Karlsruhe | 31 janvier 2015 |